# Станислав Хераклијус Лубомирски
Станислав Хераклијус Лубомирски (пољ. Stanisław Herakliusz Lubomirski; Жешов, 4. март 1636 — Ujazdów Castle, 17. јануар 1702), је пољски писац. Писао је на латинском језику песме и драме.

## Дјела
- Poezje postu Świętego
- Tobiasz wyzwolony, Ecclesiastes
- Ermida (sielanka)
- Rozmowy Artaksesa i Ewandra (1683)
- De vanitate consiliorum (1700)
- De remediis animi humani (1701)
- Genii veredici